# Centre héliomarin
Pour les articles homonymes, voir CHM.
Un centre héliomarin ou CHM est un établissement médical de cure, situé à proximité de la mer. On y utilise simultanément l'action thérapeutique des rayons du soleil et de l'air marin. Les premiers centres furent créés à la fin du XIXe siècle pour soigner les patients atteints de tuberculose. Aujourd'hui, les centres hélio-marins voient leur activité se diversifier notamment avec la rééducation fonctionnelle qui s'adresse à un public principalement victime d'accidents de la route, d'accidents domestiques, et de manière générale les personnes ayant bénéficié d'une ostéosynthèse.